# Пфалцка гора
Пфалцката гора (на немски: Pfalzer Wald) е нископланински масив в западната част на Германия, в провинция Рейнланд-Пфалц и Североизточна Франция, областта Елзас, представляващ северно орографско продължение на планинския масив Вогези. Масивът е разположен покрай левия бряг, като на запад в изворните райони на реките Нае (ляв приток на Рейн) и Блис (десен приток на Саар чрез ниска седловина се свързва с масива Хунсрюк, съставна част на Рейнските шистови планини, а на юг, на френска територия канала Марна – Рейн го отделя от масива на Вогезите. Дължината му от север на юг е около 100 km. Най-високият му връх е Донерсберг с височина от 687 m, който се издига в северната му част, в обособения масив Харт. Изграден е предимно от пъстроцветни пясъчници, образуващи причудливи скални форми в резултат от изветрянето им. Източната им, най-висока част (Харт), със стръмни склонове се спуска кам Горнорейнската низина. Целият масив се състои от няколко стъпаловидно понижаващи се на запад плата, дълбоко разчленени от левите притоци на Рейн на изток – Модер, Сор, Лаутер, Квайх, Шпайер, Изенах, Айсбах, Пфрим и Зелц, десните притоци на Нае на север – Глан, Алзенц, Апел и Висбах и река Шварцбах (от басейна на Саар) на запад. Близо 80% от територията на масива е обрасла с дъбови, букови и борови гори, на места с мочурища. По източните му склонове и подножия се отглеждат лозя. Районът е слабо населен като най-големите градове са Кайзерслаутерн (в средата) и Пирмазенс (на юг), а в източните му подножия са разположени Алцай, Грюнщат, Нойщат ан дер Вайнщрасе, Ландау.